# Sporosarcina pasteurii

Sporosarcina pasteurii, anciennement connu sous le nom de Bacillus pasteurii dans les taxonomies plus anciennes, est une bactérie du genre Sporosarcina capable de précipiter la calcite et de solidifier le sable grâce à une réaction à partir de calcium et d'urée.
D'après des chercheurs américains, elle peut être utilisée pour solidifier un sol trop meuble, et protéger des bâtiments contre les effets d'un séisme.